# اپرمون، وانده
اپرمون (به فرانسوی: Apremont) یک کمون در فرانسه است که در ناحیه پی دو لا لوآر واقع شده‌است. اپرمون ۲۹٫۷۳ کیلومتر مربع مساحت و ۱٬۳۶۶ نفر جمعیت دارد.

## جمعیت
| ۱۹۶۲ | ۱۹۶۸ | ۱۹۷۵ | ۱۹۸۲ | ۱۹۹۰ | ۱۹۹۹ | ۲۰۰۶ |
| ---- | ---- | ---- | ---- | ---- | ---- | ---- |
| ۱۰۸۱ | ۱۱۴۶ | ۱۱۰۹ | ۱۱۳۱ | ۱۱۵۲ | ۱۱۱۹ | ۱۳۶۶ |